# Asterocheres faroensis
Asterocheres faroensis is een eenoogkreeftjessoort uit de familie van de Asterocheridae. De wetenschappelijke naam van de soort is voor het eerst geldig gepubliceerd in 2010 door Crescenti, Baviera & Zaccone.